# Ауцский край
А́уцский край (латыш. Auces novads) — бывшая административно-территориальная единица на юге Латвии, в регионе Земгале. Край состоял из шести волостей и города Ауце, который являлся административным центром края. Население на 1 января 2010 года составляло 8698 человек. Площадь края — 517,8 км².
Край был образован 1 июля 2009 года из части упразднённого Добельского района.
В 2021 году в результате новой административно-территориальной реформы Ауцский край был упразднён.

## Население
По состоянию на 2020 год по данным центрального статистического управления численность населения края составляла 6 009 человек. По состоянию на 2020 год доля населения старше 65 лет в структуре населения края составляла 24,3% населения (1 461 человек), а доля населения младше 14 лет составляла 14,5% (874 человека).
1 января 2010 года население составило 8698 человек (14 января 2009 года — 8772).

### Национальный состав
Национальный состав населения края по итогам переписи населения Латвии 2011 года был распределён таким образом:
| Национальность | Численность, чел. (2011) | %        |
| -------------- | ------------------------ | -------- |
| Латыши         | 5776                     | 78,64 %  |
| Русские        | 496                      | 6,75 %   |
| Белорусы       | 205                      | 2,79 %   |
| Украинцы       | 83                       | 1,13 %   |
| Поляки         | 46                       | 0,63 %   |
| Литовцы        | 646                      | 8,80 %   |
| Другие         | 93                       | 1,27 %   |
| всего          | 7345                     | 100,00 % |

## Территориальное деление
- город Ауце (латыш. Auces pilsēta)
- Бенская волость (латыш. Bēnes pagasts)
- Вецауцская волость (латыш. Vecauces pagasts)
- Витинская волость (латыш. Vītiņu pagasts)
- Ильская волость (латыш. Īles pagasts)
- Лиелауцская волость (латыш. Lielauces pagasts)
- Укрская волость (латыш. Ukru pagasts)

## Достопримечательности
- Альт-Аутц — старинный замок в неоготическом стиле